# Franca Biondelli
Franca Biondelli (Borgomanero, 2 giugno 1957) è una politica italiana.

## Biografia
Sindacalista della Confederazione Italiana Sindacati Lavoratori (CISL) dal 2002, nel 2004 diventa segretario generale della Federazione dei lavoratori pubblici e servizi (FPS) della CISL a Novara. Come sindacalista si è impegna, in modo particolare, dei lavoratori delle strutture sanitarie.
Per tre mandati è stata amministratrice comunale di Borgomanero ricoprendo i ruoli di consigliera comunale dal 1998 al 2002 eletta in una coalizione di centro-sinistra.
Dirigente locale de La Margherita di Francesco Rutelli, nel 2007 è fondatrice del circolo del Partito Democratico (PD) nella sua città Borgomanero e tra i fondatori del PD in provincia di Novara.
Alle elezioni politiche del 2008 viene candidata al Senato della Repubblica, tra le liste del Partito Democratico nella circoscrizione Piemonte in ottava posizione, venendo eletta senatrice. Nel corso della XVI legislatura è stata componente della 12ª Commissione Igiene e Sanità. Rimarrà in carica fino al 2013, quando decide di candidarsi alla Camera, venendo eletta.
Con la nascita del governo presieduto dal segretario del PD Matteo Renzi, il 28 febbraio 2014 viene nominata dal Consiglio dei Ministri come sottosegretaria di Stato al Ministero del lavoro e delle politiche sociali nel governo Renzi, venendo confermata in tale incarico il 29 dicembre 2016 anche nel Governo Gentiloni, affiancando il ministro Giuliano Poletti fino al 1º giugno 2018.